# Heil dir, o Oldenburg
Heil dir, o Oldenburg ist die Landeshymne des ehemaligen Großherzogtums sowie ab 1918 des Freistaates Oldenburg. Zunächst entstand durch die Oldenburger Großherzogin Cäcilie eine Melodie als Lied ohne Worte. Erst später, im Jahr 1844, wurde diese Melodie von Theodor von Kobbe mit einem Text unterlegt.
Im Gegensatz zu den Texten vieler Regionalhymnen deutscher Staaten aus dem 19. Jahrhundert handelt es sich hierbei nicht um einen Lobgesang auf den Fürsten, sondern um einen Preis des Landes. Ein auf dieselbe Melodie gedichteter und früher gedruckter Text (Heil unserm Großherzog, dem Landesvater) des Kaplans Johann Mathias Seling (1792–1860) entsprach mehr dem Muster anderer Landeshymnen, konnte sich aber nicht durchsetzen.
Preisende Verse auf den Fürsten wurden später aber sehr wohl angefügt. So gewann der Westersteder Auktionator und Heimatdichter Wilhelm Geiler 25 Goldmark für folgende kurz nach der Reichsgründung entstandene und 1872 auf einem Volksfest in Westerstede zuerst gesungene Strophe:
| Heil, deinem Fürsten, Heil! Er half bei Zeiten, Das herrlich große Werk, Das Deutsche Reich bereiten, Als er zum blut’gen Strauß Mit Preußen sich verband. Hoch unser Fürstenhaus! Hoch Vaterland! |

Nach der Abdankung des Großherzogs 1918 wurde im Wesentlichen das Wort „Fürsten“ durch „Volke“ ersetzt und der Text sinngemäß verändert.
Bereits vor der Zeit des Nationalsozialismus wurde das Wort „Fürsten“ in der ersten Strophe durch „Führer“ ersetzt.
Heute wird meist eine dreistrophige Version gesungen, die aus Versen der originalen vier Strophen zusammengesetzt ist.

## Liedtexte
| Heil dir, o Oldenburg! (in der Erstfassung von Theodor von Kobbe) | Heil dir, o Oldenburg! (in der Erstfassung von Theodor von Kobbe) | Heil dir, o Oldenburg! (in der Erstfassung von Theodor von Kobbe) |
| --- | --- | ----------------------------------------------------------------- |
| 1. Heil dir, o Oldenburg, Heil deinen Farben! Gott schütz’ Dein edles Roß, er segne deine Garben, Heil deinem Fürsten, Heil, der treu dir zugewandt, Der dich so gern beglückt, o Vaterland!                  | 2. Ehr’ deine Blümelein, pfleg’ ihre Triebe, Blau und Roth blühen sie, die Freundschaft wie die Liebe; Wie deine Eichen stark, wie frei des Meeres Fluth, Sei deutscher Männer Kraft Dein höchstes Gut.   |                                                                   |
| 3. Muthig Dein Wimpel fleucht durch alle Meere, Wohin Dein Krieger zeucht, zollt man ihm Ruhm und Ehre; Schleudert den fremden Kiel der Sturm an Deinen Strand, Birgt ihn der Lootsen Schaar mit treuer Hand. | 4. Wer Deinem Herde naht, fühlt augenblicklich, Daß er hier heimisch ist, er preiset sich so glücklich; Führt ihn sein Wanderstab durch alle Länder durch, Du bleibst sein liebstes Land, mein Oldenburg! |                                                                   |

| Heil dir, o Oldenburg! (in der Fassung von 1900) | Heil dir, o Oldenburg! (in der Fassung von 1900) | Heil dir, o Oldenburg! (in der Fassung von 1900) |
| --- | --- | ------------------------------------------------ |
| 1. Heil Dir, o Oldenburg! Heil Deinen Farben! Gott schütz’ dein edles Roß, er segne deine Garben! Heil deinem Fürsten, Heil, der treu dir zugewandt, der dich so gern beglückt, o Vaterland! | 2. Ehr’ deine Blümelein, pfleg’ ihre Triebe, blau und rot blühen sie, die Freundschaft und die Liebe. Wie deine Eichen stark, wie frei des Meeres Flut, sei deutscher Männer Kraft dein höchstes Gut. |                                                  |

| Oldenburg-Lied (Vorschlag des Ollnborger Kring (1929)) | Oldenburg-Lied (Vorschlag des Ollnborger Kring (1929)) | Oldenburg-Lied (Vorschlag des Ollnborger Kring (1929)) |
| --- | --- | --- |
| 1. Heil Dir, o Oldenburg! Heil Deinen Farben! Gott schütz dein edles Roß, er segne deine Garben! Wie deine Eichen stark, wie frei des Meeres Flut, sei deutscher Männerkraft dein höchstes Gut! | 2. Ehr’ deine Blümelein, pfleg’ ihre Triebe, blau und rot blühen sie, die Freundschaft und die Liebe. Schleudert den fremden Kiel der Sturm an deinen Strand, birgt ihn der Lotsen Schar mit treuer Hand. | 3. Wer deinem Herde naht, fühlt augenblicklich, daß er hier heimisch ist, er preiset sich so glücklich: Führt ihn sein Wanderstab auch alle Länder durch, du bleibst sein liebstes Land, mein Oldenburg! |

| Heil dir, o Oldenburg (Vorschlag der Oldenburgischen Landschaft 1980, nach Hermann Bitter (1893–1980))                                                                                       | Heil dir, o Oldenburg (Vorschlag der Oldenburgischen Landschaft 1980, nach Hermann Bitter (1893–1980))                                                                                               | Heil dir, o Oldenburg (Vorschlag der Oldenburgischen Landschaft 1980, nach Hermann Bitter (1893–1980))                                                                                                   |  |
| --- | --- | --- |  |
| 1. Heil dir, o Oldenburg! Heil deinen Farben! Gott schütz’ dein edles Roß, Er segne deine Garben! Heil deinem Volke, Heil! Das treu dir zugewandt, Das du so hoch beglückst, Mein Vaterland! | 2. Ehr’ deine Blümelein, Pfleg’ ihre Triebe, Sie blühen blau und rot, Die Freundschaft und die Liebe. Wie deine Eichen stark, Wie frei des Meeres Flut, Sei freier Menschen Kraft Dein höchstes Gut! | 3. Wer deinem Herde naht, Fühlt augenblicklich, Daß er hier heimisch ist, Er preiset sich so glücklich. Führt ihn sein Wanderstab Auch alle Länder durch, Du bleibst sein liebstes Land, Mein Oldenburg! |  |

Die zweite Strophe wurde im Jahr 2015 geändert. Statt, wie bisher „freier Männer Kraft“, schlägt die Oldenburgische Landschaft vor, „freier Menschen Kraft“ zu singen.